# 해리 데이비스 (1873년)
해리 H. 데이비스(Harry H. Davis, 1873년 7월 19일 ~ 1947년 8월 11일)는 미국의 전 프로 야구 선수로, 1890년대부터 1910년대까지 메이저 리그 베이스볼(MLB)에서 1루수로 활약했다. 통산 22시즌 동안 뉴욕 자이언츠, 피츠버그 파이리츠, 루이빌 커늘스, 워싱턴 세너터스, 클리블랜드 냅스에서 뛰었다.
펜실베이니아주 필라델피아에서 태어나, 지러드 대학교를 졸업했다. 1904년부터 1907년까지 아메리칸 리그(AL) 홈런 1위를 기록했다. 1901년 7월 10일에는 사이클링 히트를 기록했다. 1901년부터 1910년까지 코니 맥 감독이 이끄는 필라델피아 애슬레틱스의 주전 1루수이자 최초의 주장이었다. 1910년 월드 시리즈에서 .353의 타율로 팀의 우승에 일조했다. 다음해인 1911년에는 그를 대체할 젊은 1루수 스터피 매키니스의 등장으로 주전 자리를 내주었다.
1912년 클리블랜드 냅스의 감독을 맡아 팀을 이끌었지만, 54승 71패를 기록했고 시즌 막판 감독직에서 나왔다. 이후 다시 애슬레틱스로 돌아가서 선수 겸 코치, 스카우트 등으로 활동했다. 74세의 나이로 고향에서 사망했다.